# Biftalato di potassio
Il biftalato di potassio (o idrogenoftalato di potassio), spesso abbreviato in KHP, è un sale di potassio dell'acido ftalico.
A temperatura ambiente si presenta come un solido bianco e inodore. La soluzione acquosa è incolore.

## Applicazioni
Poiché non è igroscopico, è stabile all'aria e facile da pesare, viene usato come standard primario di titolazione per la standardizzazione dell'idrossido di sodio (NaOH). Per lo stesso motivo viene usato come standard primario per la calibrazione del pHmetro, dal momento che la sua soluzione acquosa è molto stabile.

## Reazioni
Il biftalato di potassio si dissocia completamente in acqua dando luogo al catione potassio (K+) e all'anione idrogenoftalato (HP−).
Data la sua debole acidità, l'anione idrogeno ftalato reagisce reversibilmente con l'acqua per formare ioni idronio (H3O+) e ftalato.
{\displaystyle {\ce {HP- + H2O <=> P^2- + H3O+}}}
Il KHP può essere usato come agente tampone in combinazione con l'acido cloridrico (HCl) o l'idrossido di sodio (NaOH) a seconda che si voglia una soluzione tampone con un pH minore o maggiore di 4. Non si può usare come tampone in reazioni di decarbossilazione, perché queste degradano il KHP e sequestrano i gruppi di coniugazione.
KHP viene usato anche come standard nelle misure di total organic carbon (TOC). Molti strumenti per l'analisi del TOC si basano sull'ossidazione dei prodotti organici ad anidride carbonica (CO2) e acqua, con la successiva determinazione quantitativa della CO2. Gli standard suggeriti per la calibrazione degli analizzatori sono due: una sostanza facilmente ossidabile come il KHP e una di difficile ossidazione.  Per quest'ultima di solito si impiega l'1,4-benzochinone.

## Struttura
È un cristallo con simmetria ortorombica e con gli assi della cella unitaria a=9,61 Ǻ, b=13,3 Ǻ, c=6,48 Ǻ. La superficie è piatta a livello molecolare (infatti è un cristallo lamellare), ad eccezione di qualche dislivello.